# Sint-Sulpitiuskerk (Overhespen)

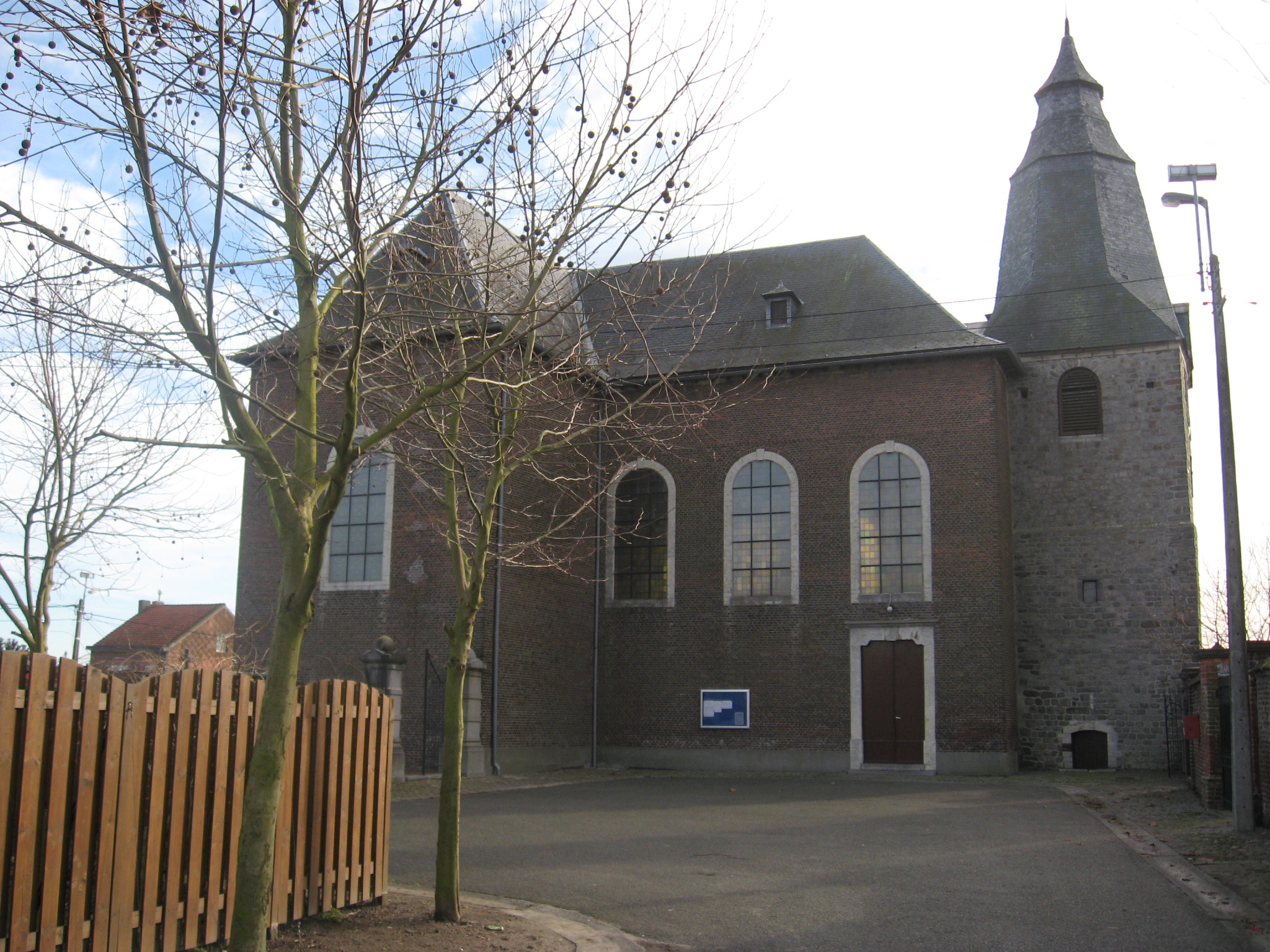
Sint-Sulpitiuskerk

De Sint-Sulpitiuskerk is de parochiekerk van de tot de Vlaams-Brabantse gemeente Linter behorende plaats Overhespen, gelegen aan de Geldenakenstraat 23.

## Gebouw
Het betreft een classicistisch kerkgebouw van 1775 met een voorgebouwde westtoren uit de 13e eeuw die gebouwd is in zandsteen en een 17e-eeuwse spits heeft. De gedrongen kerk is in baksteen gebouwd, is hoog, heeft een transept en een koor met halfronde apsis. De kerk heeft rondbogige vensters.

## Interieur
Het noordelijk zijaltaar is van eind 18e eeuw. Het hoofdaltaar is van 1775. Het orgel is gebouwd eind 18e eeuw. De kerk bezit een 17e-eeuws Sint-Sulpitiusbeeld en een kruisbeeld van omstreeks 1700.